# François Georges-Picot
Pour les articles homonymes, voir Georges-Picot et Picot.
François Marie Denis Picot, devenu en 1910 Georges-Picot, est un diplomate et homme politique français né le 21 décembre 1870 à Paris où il est mort le 20 juin 1951. Il est connu pour avoir été l'un des négociateurs français des accords Sykes-Picot, prévoyant le découpage du Proche-Orient à la fin de la première guerre mondiale.
Il est le fils de l'historien Georges Picot et le grand-oncle d'Olga Georges-Picot et de Valéry Giscard d'Estaing.

## Biographie
Comme les six autres enfants de Georges Picot, François Picot a été autorisé, par décret présidentiel du 15 mars 1910, à modifier son patronyme pour porter le nom de Georges-Picot, en hommage à son père décédé quelques mois auparavant.

### Début de carrière
Licencié en droit, François Picot devient avocat à la cour d'appel de Paris en 1893 et entre dans la carrière diplomatique en 1895. Attaché d'ambassade à la direction politique au sein de l'administration centrale en 1896, il est ensuite secrétaire d'ambassade à Copenhague en 1899, puis attaché à la Direction des affaires politiques et des protectorats en 1901. Secrétaire en 1903-1905 de la commission chargée de répartir les indemnités aux victimes de la révolte des Boxers, ce qui lui vaut sa nomination comme chevalier de la Légion d'honneur en 1907, sur proposition du ministère des Finances. Secrétaire d'ambassade à Pékin en 1909-1912.
Il a été durablement marqué par la crise de Fachoda en 1898, fiasco diplomatique et humiliation internationale pour la France. Ce souvenir douloureux lui inspire le désir de se montrer le plus ferme possible envers le Royaume-Uni. Un diplomate britannique, Reginald Wingate, décrit sa stratégie comme « Ne rien donner et tout revendiquer ».

### Passage au consulat de France: l'affaire des manifestes
François Georges-Picot est nommé consul de France à Beyrouth en février 1914. En juin 1914, lui est adressé par des Arabes francophiles un manifeste réclamant le soutien de la France pour une indépendance de la Grande Syrie. Il fait remonter cette information au Quai d'Orsay qui ne juge pas bon de donner suite au manifeste.

Le 24 juin 1914, il adresse une lettre au président du Conseil René Viviani : 
« Monsieur le président du Conseil, les divers consulats généraux de Beyrouth viennent de recevoir un factum revêtu du sceau d'un comité secret de Syrie appelant les Arabes à l'indépendance et leur citant les exemples de la Grèce, du Monténégro, de la Serbie, de la Bulgarie et de la Roumanie, jadis provinces ottomanes, désormais États indépendants. Votre excellence trouvera ci-joint une traduction de ce documents que l'on répand en cachette dans la ville. »
Sentant la tension monter entre l'Empire ottoman et le camp de l'Entente, il négocie avec le gouvernement grec l'envoi de 15 000 fusils et de 2 millions de cartouches au profit des chrétiens arabes libanais. Cette manœuvre devait constituer la première phase d'un projet français de soutenir une révolte des Libanais contre l'Empire ottoman.
Après l'entrée en guerre de l'Empire ottoman au côté de l'Allemagne et de l'Autriche-Hongrie en octobre 1914, il quitte la ville, pensant revenir sous peu à la faveur de l'invasion française projetée. Il laisse ainsi les clés de ses papiers personnels au consul des États-Unis à Beyrouth auquel il déclare même « Aux retrouvailles dans 15 jours ». Il part en laissant dans son bureau des documents compromettants pour des nationalistes arabes, avec lesquels il était alors en contact. Cette bévue conduit les Ottomans à arrêter ces derniers et à en exécuter certains. La question de la responsabilité personnelle de Georges-Picot a été cependant relativisée par l’exploitation des sources diplomatiques récentes. La révélation à Djemal Pacha de l'existence et de l'emplacement des documents compromettants semble davantage le fait d'un drogman ayant servi la France au début du XXe siècle, un certain Zalzal, notable de Bikfaya. Ce dernier exilé à Damas après l'entrée en guerre de l'Empire aurait contacté Djemal Pacha lui proposant de lui révéler l'existence et l'emplacement des documents. Il fut libéré après la capture des nationalistes arabes et autorisé à rentrer dans son village. Ainsi, si Georges-Picot a bien commis l'imprudence de ne pas détruire les documents (dans la mesure où ils étaient signés par un certain nombre de dirigeants arabes, chrétiens comme musulmans), c'est davantage la trahison de Zalzal qui permit l'identification des rebelles nationalistes et leur exécution.

### Pendant la guerre: négociation des accords Sykes-Picot
Au déclenchement de la guerre, il se rend au Caire d’où il entretient des relations avec les Maronites du Liban. Au printemps 1915, il est appelé à Paris par le ministère des Affaires étrangères. Membre du Parti colonial français, c’est un partisan de la « Syrie intégrale » sous mandat français (d’Alexandrette au Sinaï, et de Mossoul au littoral méditerranéen). Il signe pour la France en mai 1916  les accords Sykes-Picot avec la Grande-Bretagne, divisant les restes de l'Empire ottoman entre les puissances occidentales.

### Participation aux entretiens de Djeddah (19 et 20 mai 1917)
Après la signature des accords secrets de partage, François-Georges Picot se rend en compagnie de Mark Sykes au Hedjaz pour présenter les grandes lignes du projet franco-britannique aux Arabes. À cet entretien assistent, le chérif Hussein, son fils Fayçal, et le ministre des Affaires étrangères du nouveau royaume, Fouad Al-Khatib. Néanmoins, les trois camps se complaisent dans une relative ambiguïté, Hussein acceptant simplement le principe d'une égalité de traitement entre la France et le Royaume-Uni : dans la mesure où les Britanniques ont obtenu la validité d'une occupation militaire du Sud de la Mésopotamie, la France sera autorisée à occuper une partie de la zone côtière de la Syrie (future zone bleue des accords de 1916) et envoyer des conseillers ou Advisors en « Syrie musulmane », terme flou dont les protagonistes se contentent.
Son anglophilie s'oppose au colonel Édouard Brémond, chef de la mission militaire au Hedjaz. Avec son homologue Sir Mark Sykes, il tente de contrebalancer l'action des officiers en créant une première Légion arabe, tentative qui se solde par un échec.

### Action en Orient à la fin de la guerre

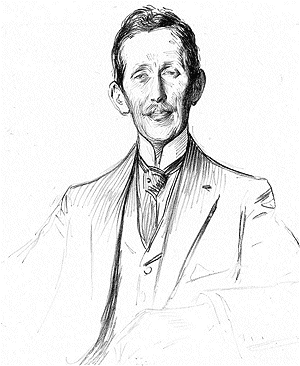
François Georges-Picot.

Georges-Picot est nommé haut-commissaire en Palestine et en Syrie de 1917 à 1919, dans un contexte délicat pour la France. Il participe avec le général Allenby à l'entrée dans Jérusalem en décembre 1917. Dès la défaite ottomane, le Royaume-Uni et les Hachémites cherchent à remettre en cause la portée des accords de mai 1916, les Britanniques en novembre 1917 par la déclaration Balfour (ouvrant la possibilité d'un foyer national juif en Palestine, en contradiction avec les promesses d'internationalisation de la zone) et les Hachémites cherchant à progressivement prendre en main le littoral syrien et le Mont-Liban (violant les clauses relatives à la « zone bleue »). Dès le 7 octobre 1918, la force navale française de Syrie (stationnée sur l'île de Rouad) débarque à Beyrouth pour prendre position juste avant que n'arrive le lendemain un détachement britannique.
Néanmoins, un premier accord conclu entre Clemenceau et Llyod George, surnommé « déclaration du 30 septembre » esquisse une possible renégociation des accords de mai 1916. Le général Edmund Alleby fait une interprétation restrictive du texte et considère Georges-Picot comme un simple chief political advisor qui doit rester auprès de lui à Jérusalem, alors même que les intérêts de la France le poussent plutôt à se rendre à Beyrouth et au Liban, au vu de la clientèle maronite, proche de la France.

### Suite et fin de carrière
Georges-Picot accède au grade de ministre plénipotentiaire en 1919 puis est nommé ambassadeur, haut-commissaire de la République en Bulgarie en 1920 et enfin ambassadeur en Argentine en 1927. Il met un terme à sa carrière diplomatique en janvier 1928 en demandant sa mise à la disposition du Ministre des affaires étrangères, puis sa mise à la retraite en 1932, et se tourne alors vers les affaires. Il est actionnaire majoritaire de la Société Commerciale d'Importation, fondée en 1934, et gérant de la Société commerciale des pétroles SUNIC, fondée en 1930.
François Georges-Picot fait un bref retour à la vie publique en étant nommé maire du 18e arrondissement de Paris le 25 juin 1940, au moment de l'armistice, par arrêté du préfet de la Seine, en remplacement de Maurice Mook, démissionnaire. Il s'agit alors d'une fonction purement administrative ; dans un contexte d'occupation militaire et de pénurie alimentaire, il préside en particulier la commission de répartition des denrées pour l'arrondissement. La loi du 2 août 1941, qui transfère au secrétaire d'État à l'intérieur la compétence de nomination des maires d'arrondissement de Paris, met fin de fait à ses fonctions ; son adjoint Hyacinthe Servonnet est nommé par le gouvernement de Vichy pour lui succéder.

## Vie personnelle
En 1897, François Picot épouse Marie Fouquet (1873-1963), fille d'Ernest Fouquet (1834-1905), ingénieur et  administrateur de la Société de construction des Batignolles, et de Jeanne Amélie Collet dit Duclos (1845-1930), quatre ans après le mariage de son frère aîné Charles Picot (1866-1930) avec Marthe Fouquet, sœur aînée de Marie. Le couple a trois enfants, dont les deux premiers meurent en bas âge.
Une rue du centre-ville de Beyrouth porte le nom de François Georges-Picot.

## Accords Sykes-Picot

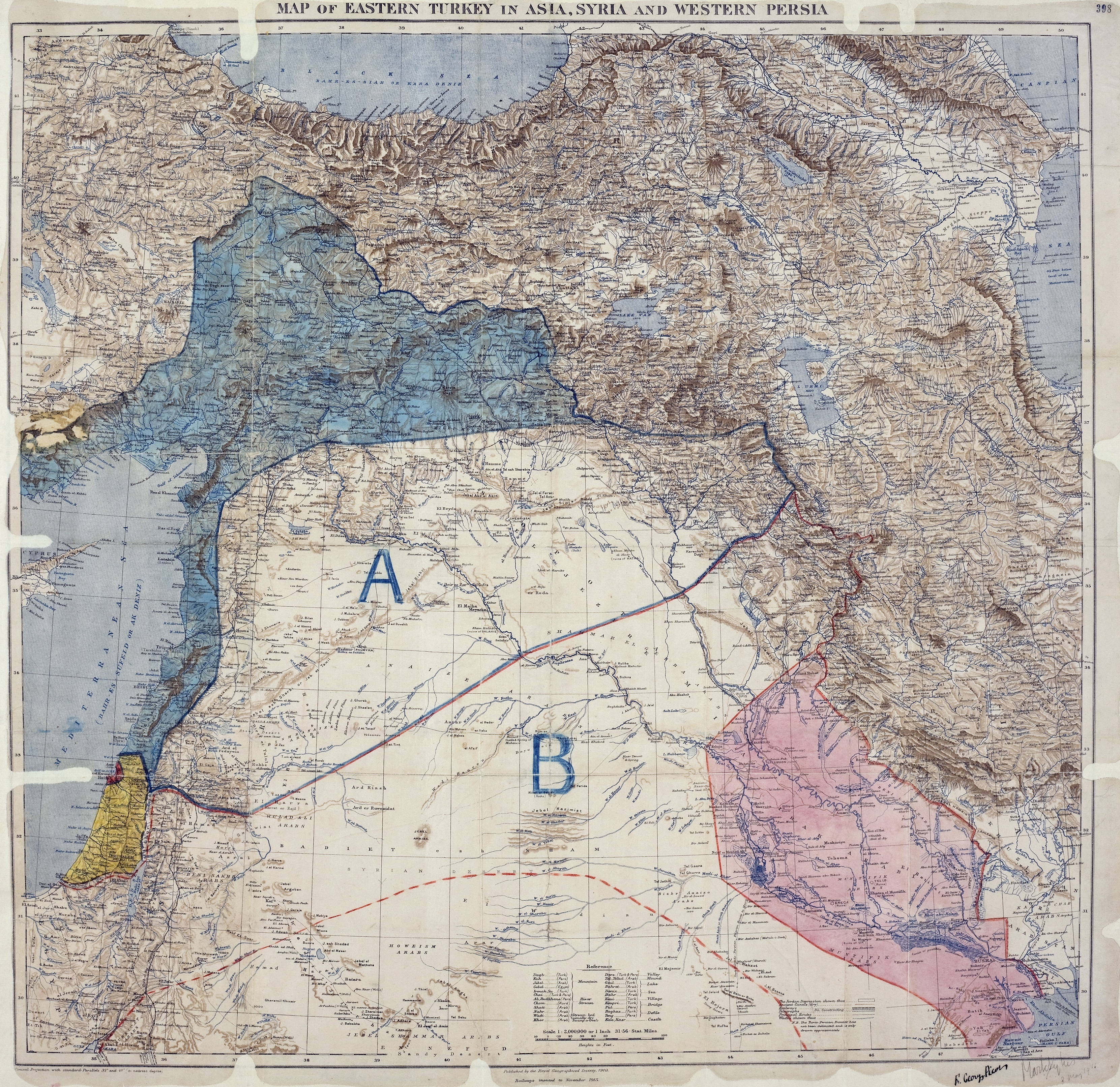
Carte des accords Sykes-Picot.

## Pour approfondir